# Proctostephanus dalii
Proctostephanus dalii är en urinsektsart som beskrevs av Arbea 2003. Proctostephanus dalii ingår i släktet Proctostephanus och familjen Isotomidae. Inga underarter finns listade i Catalogue of Life.